# Álbum de família
Álbum de família es una obra de teatro brasileña escrita por Nelson Rodrigues en 1945. Se prohibió al año siguiente de ser publicada y su censura solo se levantó en 1965. Estuvo protagonizada inicialmente por Luiz Linhares y Vanda Lacerda, en 1967.

## Sinopsis
Retrata a una familia aparentemente normal y feliz, pero en cuya intimidad del hogar se caracteriza por una red de pasiones incestuosas y diversas perversiones. Jonas, el patriarca, tiene la costumbre de llevar a muchachas de 12 a 16 años a casa para desvirgarlas para, mediante ello, superar el deseo que siente hacia su hija pequeña, Glória. Cuenta, para ello, con la ayuda de la cuñada Rute que, al estar enamorada de él, hace lo que sea. Glória, por su parte, siente adoración por el padre desde el plano superior al meramente filial.
El primogénito, Guilherme, también se siente atraído por su hermana Glória y llega a castrarse para evitar consumar su deseo. El segundo hijo, Edmundo, está perdidamente enamorado de la madre, doña Senhorinha, pasión que le impide consumar su matrimonio con Heloísa. D. Senhorinha, por su parte, alimenta un amor prohibido por su tercer hijo, Nonô, que ha aumentado de repente desde que hace algunos años empezó a correr desnudo por los campos de la finca donde se desarrolla la historia, gritando constantemente.
La historia principal se interrumpe en diversas ocasiones para que se muestren momentos en diferentes épocas en los que los miembros de la familia son fotografiados para un álbum. Estas escenas estás acompañadas por la voz del locutor que siempre describe la virtud y la felicidad de estas personas, contradiciendo lo que se le muestra al público a lo largo de toda la obra.